# Teresa Maria Manetti
Teresa Maria Manetti (ur. 2 marca 1846 w Campi Bisenzio we Włoszech, zm. 23 kwietnia 1910) – założycielka karmelitanek św. Teresy, błogosławiona Kościoła katolickiego.
Jej rodzicami byli Kajetan Manetti i Róża Bigagli. W wieku 19 lat postanowiła pomagać bliźnim. Uczyła za darmo biedne dzieci i brała pod opiekę młode dziewczyny. Ich powiernikiem był ks. Ernest Jacopozzi, dzięki którego pomocy zorganizowały się we wspólnotę tercjarek św. Teresy. Zgromadzenie karmelitanek założyła w 1874, a w 1902 roku otworzyła dom we Florencji, w którym wprowadzono nieustanną adorację Najświętszego Sakramentu. Zmarła 23 kwietnia 1910 roku w opinii świętości. Została pochowana w klasztorze w San Martino. Została beatyfikowana przez Jana Pawła II 19 października 1986 roku we Florencji.